# Akasaka-mitsuke (metropolitana di Tokyo)
Akasaka-mitsuke (赤坂見附駅?, Akasaka-mitsuke-eki) è una stazione della metropolitana di Tokyo che si trova a Minato. La stazione è servita da due linee della Tokyo Metro ed è collegata alla stazione di Nagatachō da un corridoio sotterraneo.